# Запасной Имбеж
Запасной Имбеж — посёлок Партизанского района Красноярского края России. Административный центр Имбежского сельсовета.

## География
В 160 км от г. Красноярска и в 30 км от г. Уяра.

## Население
| 2010 |
| ---- |
| 948  |

## Известные люди
- В посёлке жила и работала Юнусова, Ольга Петровна (1918―2005) — свинарка Имбежского свиноводческого совхоза Уярского района Красноярского края, Герой Социалистического труда (1966)[2].

## Инфраструктура
В посёлке Запасной Имбеж есть несколько предпринимателей, действуют магазины.
Запасноимбежская средняя школа им. С. В. Потапова и детский сад.